# Assamacris striata
Assamacris striata är en insektsart som beskrevs av Boris Petrovich Uvarov 1942. Assamacris striata ingår i släktet Assamacris och familjen gräshoppor. Inga underarter finns listade i Catalogue of Life.